# Fótúchéng
Fótúchéng (佛圖澄, Wade-Giles: Fo-t'u-ch'eng; coreano: Buldojing, giapponese: Buttochō; probabile nome originario: Buddhasiṃha; Kushan, 232 – Cina, 348) è stato un monaco buddhista indiano.

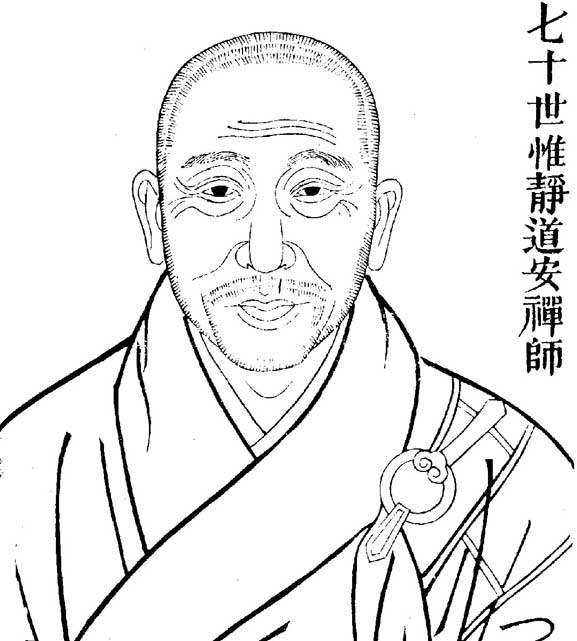
Dào'ān (道安, 312-385) il principale allievo di Fótúchéng.

Sono scarse e poco chiare le origini del missionario buddista e taumaturgo Fótúchéng (il suo nome monastico in sanscrito doveva essere Buddhasiṃha) giunto in Cina nel IV secolo per diffondervi il Buddismo. 
Le cronache monastiche cinesi ci dicono che proveniva dall'Asia centrale probabilmente dall'Uḍḍiyāna dove era entrato giovane in un monastero buddista. Giunse nella capitale della Dinastia Jìn, Luòyáng, nel 310 dopo essere partito nel 304 da una regione indefinita a Nord dell'attuale subcontinente indiano e dopo aver attraversato il Pamir e il Bacino del Tarim.
Secondo la tradizione infatti, nella regione indiana originaria di Fótúchéng erano giunte le notizie degli sconvolgimenti politici e militari che l'Impero cinese stava soffrendo in quel periodo. Il maestro di Fótúchéng invitò dunque l'allievo a raggiungere l'Estremo Oriente per portare il messaggio del Buddha.
Giunse dunque in Cina insieme ad uno sparuto gruppo di monaci più giovani avendo superato abbondantemente l'età di settanta anni e dopo aver soggiornato nei regni Saci collocati ad Ovest del deserto di Taklamakan. Durante questo periodo conobbe Guō Hēilüè (郭黑略), il capo di una carovana che Fótúchéng iniziò al Dharma buddista.
Visse per alcuni anni a Dunhuang (oggi nella prefettura di Jiǔquán), città nordoccidentale, costruita lungo un'ampia oasi e in quel periodo affollata di profughi provenienti dalle regioni cinesi centrali sconvolte dalla guerra. 
Lì Fótúchéng convinse il governatore della città a collocare i profughi in un vicino territorio fertile ma ancora non coltivato mettendoli in condizione di sopravvivere e divenire produttivi. Il piano riuscì, e l'acquisizione di status di uomo saggio consentì a Fótúchéng di predicare il Buddismo e costruire in loco i primi templi. Nei successivi secoli Dunhuang diverrà un importante centro per la diffusione del Buddismo in Cina.
Decise quindi di raggiungere la capitale della Dinastia Jìn, Luòyáng, ma fu catturato, durante il viaggio, proprio da truppe appartenenti a questo regno e costretto con altri prigionieri alle corvée per i militari. 
Questa prigionia durò tre anni finché Fótúchéng non fuggì con Chou Meng, l'unico compagno monaco che era sopravvissuto. 
Giunto a Luòyáng ebbe l'amara sorpresa di scoprire la capitale ormai data alle fiamme e la popolazione sterminata. Fuggì dal tremendo spettacolo e recandosi verso Oriente raggiunse casualmente e fortunosamente le antiche vestigia del Tempio del Cavallo Bianco (白馬寺, Báimǎ Sì) fondato 250 anni prima ma ormai caduto in rovina.
Rifugiatosi tra le mura del tempio abbandonato, il suo allievo Chou Meng fu catturato dai soldati mentre cercava di procurare del cibo per lui e per il suo maestro. Sospettato di essere una spia e messo a morte, Chou Meng fu graziato da un alto ufficiale, sopraggiunto all'ultimo momento, che aveva conosciuto e apprezzato in precedenza i monaci buddisti che provenivano da Occidente.
Fótúchéng fu quindi raggiunto da questo ufficiale che altri non era che Guō Hēilüè, il capo carovana conosciuto anni prima.
Fótúchéng divenne quindi il consigliere di Guō Hēilüè, a sua volta alto ufficiale e consigliere dell'imperatore della Dinastia Zhao posteriore, Shí Lè (石勒, regno: 319-333).
Shí Lè venne a conoscenza di Fótúchéng la cui fama di saggio di Dūnhuáng aveva raggiunto il suo campo e in breve tempo lo nominò suo stretto consigliere. Il prestigio di Fótúchéng presso la corte di Shí Lè crebbe rapidamente, ma questo fatto e le insistenze del monaco indiano affinché l'imperatore si mostrasse compassionevole nei confronti dei popoli conquistati fu all'origine del tentativo di omicidio ordinato dallo stesso imperatore nei confronti del monaco buddista. Ma ciò non avvenne, e come in casi precedenti, Fótúchéng
mostrò delle abilità magiche scomparendo. 
L'imperatore Shí Lè riconsiderò le sue intenzioni comprendendo che l'unico intento di Fótúchéng era quello di diffondere il Buddismo in Cina, ordinò quindi la costruzione di un grande monastero che potesse accogliere gli ormai numerosi monaci seguaci del Buddha. La fama di Fótúchéng andava crescendo anche grazie alle sue capacità di guaritore nei confronti delle malattie causate dalle regioni umide, clima proprio della Cina centrale, non adatte alla etnia Jié (羯, un popolo delle steppe) a cui appartenevano le armate di Shí Lè.
Nel 333 Shí Lè muore e il suo trono venne usurpato dal nipote Shí Hǔ (石虎, anche Taì Zǔ, 太祖, regno: 333-349), che tuttavia aveva in grande considerazione il monaco indiano.
Sotto il regno di Shí Hǔ, che voleva ereditare la cultura cinese classica i ministri del suo regno, perlopiù confuciani, iniziarono a contestare la nuova religione importata da Fótúchéng. 
Le argomentazioni furono quelle che poi nei secoli nutrirono diatribe religiose e spesso sfociarono in vaste e feroci persecuzioni contro il Buddismo (vedi Storia del Buddismo cinese): il celibato monastico e la pratica di elemosina dei monaci li rendeva agli occhi dei letterati cinesi alla stregua di parassiti improduttivi per la società. Spesso, inoltre, i criminali, gli evasori fiscali e i debitori insolventi erano soliti rifugiarsi nella condizione monastica per fuggire alla giustizia. Questa situazione fu portata innanzi all'imperatore Shí Hǔ che tuttavia, con veemenza, confermò il proprio appoggio al Buddismo. 
Nel dibattito a corte tra confuciani e buddisti si distinse il monaco cinese Dào'ān (道安, 312-385), allievo e successore di Fótúchéng, che replicò ai confuciani che il compito dei monaci buddisti non era quello di perseguire le ricchezze o il potere mondano quanto piuttosto quello di purificare con l'esempio e gli insegnamenti le menti delle persone. In questo, spiegò Dào'ān, il Buddismo era prezioso per la nazione cinese. 
La tradizione narra che Fótúchéng ebbe la precognizione della sua morte durante una pratica meditativa di fronte alla statua del Buddha. Così si spense nel 348, un anno prima della morte dell'imperatore Shí Hǔ.
Sempre secondo la tradizione, il ruolo di Fótúchéng fu fondamentale per la diffusione del Buddismo in Cina. Grazie a lui furono costruiti oltre 800 templi e sempre grazie al suo intervento fu mitigata la ferocia degli imperatori "barbari" di cui fu rispettato consigliere.